# 杨嗣修
楊嗣修（1564年—1648年），字幼淑，号景歐，河南懷慶府河内縣人。明朝政治人物。

## 生平
萬曆二十二年甲午（1594年）中河南鄉試第四名舉人，萬曆三十五年（1607年）中丁未科進士，廷試後，連丁父母憂，萬曆庚戌（1610年），授行人，奉詔册封崇、益二王。萬曆四十年壬子（1612年），遷户部主事。萬曆己未（1619年），遷湖廣衡州府知府，天启壬戌（1622年）調山西汾州知府，甲子（1624年），遷山東海防道副使。丙寅（1626年），陞陕西布政司東路神木參政、陕西榆林中路按察使，又為寧夏巡撫，崇禎元年（1628年），陕西大饥荒，延綏缺饷，固原兵變發生，杨嗣修被御史樊尚燝弹劾，于崇禎二年正月回籍聽堪。
杨嗣修返乡后，发展教育，設立義學。在沁河渡口，捐资购买船只，用以濟人。捐资修河治渠，发展农业生产。崇祯十三年大饥荒，他設粥蓬赈济，收留棄嬰，贱粜种子，救活人无数。崇禎甲申（1644年），李自成在击败孙传庭官军后，横扫山西河南，懷慶府及左右的縣城均被攻破，當地的官紳被全部掳掠到陕西西安。时年八十一岁的杨嗣修全家也被迫迁到西安，关押在大雁塔僧舍中，长达五十日。杨家在一日夜中逃出，從武關出关渡河，入闻喜、阳城，避于河之南，最后回到河内。清军入关后，其子杨挺生被任命为平陽府推官，将杨嗣修接到官署奉养，但一月后即病逝，时順治五年，享年八十五。

## 家族
原籍山西洪洞縣，七世祖楊九老始徙居河内。曾祖杨伦。祖父楊来勤，生二子：楊棣、楊桐，同為庠生，楊嗣修即楊棣之子。母親趙氏，継母陳氏
原配孙氏生长子杨挺生，侧室刘氏生次子杨尊生。